# Grafite
Edinaldo Batista Libânio známý spíše jako Grafite (* 2. duben 1979, Campo Limpo Paulista) je brazilský fotbalista. Hraje na pozici útočníka.
Za brazilskou reprezentaci odehrál 4 utkání a vstřelil 1 branku. I přes tuto skromnou bilanci si zahrál na mistrovství světa v JAR roku 2010 (nastoupil v 85. minutě zápasu základní skupiny proti Nizozemsku).
Se São Paulo FC vyhrál roku 2005 Pohár osvoboditelů (Copa Libertadores), nejprestižnější jihoamerickou klubovou soutěž, a následně i Mistrovství světa klubů. S VfL Wolfsburg se stal v sezóně 2008/09 mistrem Německa. Ve stejné sezóně se stal nejlepším střelcem Bundesligy.
Roku 2009 byl vyhlášen německým fotbalistou roku.